# Stazione di Magliana
La stazione di Magliana è una fermata ferroviaria di Roma. È posta sulla ferrovia Roma-Fiumicino su cui transitano i treni del servizio suburbano di Roma FL1.

## Storia
Attivata nel 1859 come stazione, venne trasformata in fermata impresenziata il 10 novembre 2002.

## Servizi
La tipica offerta nelle ore di punta nei giorni lavorativi è di un treno ogni 15 minuti per Fiumicino Aeroporto e Fara Sabina, un treno ogni 30 minuti per Poggio Mirteto e un treno ogni ora per Orte. Nei giorni festivi le frequenze sono dimezzate.
Nei giorni feriali la stazione è servita da un treno della relazione FL5 la mattina presto, proveniente da Ladispoli e diretto a Roma Termini.

## Interscambi
- Fermata autobus ATAC